# Varco Sabino
Varco Sabino är en ort och kommun i provinsen Rieti i regionen Lazio i Italien. Kommunen hade 177 invånare (2018).